# Giovanni Battista Airoli
Giovanni Battista Airoli (ur. 1731 w Genui, zm. 1808 tamże) – genueński polityk.
Pochodził z rodziny bankierów. Doża Genui w okresie od 6 maja 1783 do 6 maja 1785 roku. W roku 1785 ponownie kandydował do stanowiska doży, lecz przegrał. Był przywódcą frakcji "konserwatywnej" w Republice Genui, dążącej do ugruntowania istniejącego systemu, podczas gdy zwycięzca Gian Carlo Pallavicino (1722-1794), szef frakcji  "liberalnej"  dążył do reformy sposobów wyłaniania urzędów, nawet do przebudowy systemu politycznego, by bardziej przypominał on monarchię konstytucyjną. 
Drugim kontrkandydatem Airoliego w 1785 był  Marco Antonio Gentile, zwolennik bardziej aktywnej polityki zagranicznej, w oparciu o sojusz z Austrią i Wielką Brytanią.